# Gnaphaloryx curtus
Gnaphaloryx curtus es una especie de coleóptero de la familia Lucanidae.

## Distribución geográfica
Habita en Nueva Guinea y el Archipiélago Bismarck.